# Route nationale 24 (France)
Pour les articles homonymes, voir N24 et Route nationale 24.
La route nationale 24 (RN 24 ou N 24) est une route nationale française reliant Rennes à la commune de Lorient incluse dans le plan routier breton.

## Description
La route est la continuité de la route nationale 12 (Paris/Bretagne) vers Lorient. Elle est entièrement en 2×2 voies. C'est une voie à accès réglementé sur la majeure partie de son tracé, à l'exception notable de la sortie de Rennes qui n'est pas directement connecté à la rocade de Rennes et qui commence après avoir traversé une grande zone industrielle en voie urbaine avec de nombreuses intersections.
Depuis juillet 1994, elle contourne par le sud le camp militaire de Saint-Cyr Coetquidan, camp qu'elle traversait précédemment dans son tracé originel. 

## De Rennes à Lorient

### Voie express
- Carrefour à feux entre Rue de Lorient (M224/N24) et Rocade de Rennes ( 10 Porte de Lorient) ( Échangeur entre N136 (Rocade de Rennes) et N24) à 0 km; début de la N24 sur la rue de Lorient (déclassée en M224) (à proximité du Roazhon Park)
- Carrefour à feux entre Rue de Lorient (M224/N24) et Parc d'activités Ouest : La route débute à Rennes où elle traverse le parc d'activités ouest. Même si elle est intégralement en 2×2 voies, cette section est constituée de nombreux croisements, avec des feux tricolores, constituant un point récurrent de bouchon, se répercutant sur la rocade. De nombreux projets ont été envisagés mais finalement abandonnés. De plus, il y a un projet de trambus T2 sur cette voie[1].
- Aire de service Total Access Montigné (sens Rennes-Lorient)
- Sortie du parc d'activité Ouest
- Carrefour à feux entre N24 et C00 à 4,2 km : La Freslonnière, La Janais, Sablière du Tertre
- Carrefour à feux entre N24 et D129 à 4,6 km : Le Plessis Saucourt, Apigné
- Carrefour à feux entre N24 et M224 à 5 km : 
  - M224 (ex-D224) : Le Rheu-Centre
  -    Début de la voie expresse N24.
- Le Grand Bas-Mée - D 288 : Le Rheu, Chavagne
- La Guichardais - D 34 : Mordelles, Chavagne, Bruz, Saint-Jacques-de-la-Lande, Chartres-de-Bretagne
- Pont sur  le Meu.
- Mordelles-Ouest - D 224 (de et vers Lorient) : Mordelles
- Les Quatre Routes - D 62 : Talensac, Bréal-sous-Montfort, Montfort-sur-Meu
- Intersection de La Folie (sens Lorient-Rennes)
- La Croix Macé - D 40 : Le Verger, Monterfil
- Cossinade - D 69 : Saint-Thurial, Baulon
- La Poulnais : Monterfil
- La Gare - D 63 : Treffendel, Monterfil, Maxent
- Aire de repos de Paimpont-Brocéliande (sens  Rennes - Lorient)
- Plélan-le-Grand - D 338 : Plélan-le-Grand, Paimpont, Montfort-sur-Meu, Maxent, Maure-de-Bretagne
- Aire de repos du Breil du Coq (sens  Lorient - Rennes)
- Limite des départements de l'Ille-et-Vilaine et du Morbihan.
- Val Coric - D 773 : Guer, Saint-Malo-de-Beignon, Paimpont
- Le Linvo - D 134 : Campénéac, Augan
- Aire de service de Brocéliande (dans les deux sens)
- Ronsouze - D 766E : Ploërmel-est, Monterrein, Mauron, Dinan, Saint-Malo, La Gacilly, Redon
- Saint-Antoine - N 166  Échangeur entre RN 24 et RN 166 : Ploërmel, Vannes (de et vers Rennes)
- Chardonneret - D 724 : Ploërmel-ouest
- La Pyramide - D 169 : Guillac, Helléan, La Croix-Helléan, Taupont
- Aire de repos de La Colonne des Trente (sens  Rennes - Lorient)
- La Belle Alouette - D 129 : Josselin-est, La Croix-Helléan
- Josselin Nord - D 793 : Josselin-centre, La Trinité-Porhoët, Mauron
- La Rochette - D 764 : Réguiny, Pontivy, Les Forges, Loudéac, Josselin-ouest
- Pont sur  l'Oust (et le canal de Nantes à Brest).
- La Croix Blanche : Guégon
- La Pointe - D 778 : Guéhenno, Saint-Jean-Brévelay +  Aire de repos de la Pointe (sens  Lorient - Rennes)
- Maigris - D 155 : Buléon
- Le Point du Jour - D 11 : Saint-Allouestre, Réguiny, Radenac
- Le Bardeff - D 767 : Vannes, Saint-Brieuc, Pontivy, Moréac, Bignan
- Kerabuse - D 767 : Locminé
- Keranna - D 1 : Locminé, Remungol, Pluméliau
- Grand-Golher - D 179 : La Chapelle-Neuve, Plumelin, Guénin
- 29 Bonvallon - D 724 : Baud-est, Koh-Koëd, Guénin, La Chapelle-Neuve, Plumelin, Remungol
- 30 Kermestre - D 768 : Baud, Auray, Pontivy, Saint-Brieuc
- 31 Gare de Baud - D 724 : Baud, Gare de Baud, Auray, Kergonan
- 32 Languidic - D 102 : Languidic +  Aire de service Total (sens Rennes - Lorient)
- 33 Kerhann Saint-Germain - D 724 : Inzinzac-Lochrist, Hennebont
- 34 Le Castello - D 765 : Hennebont-est, Inzinzac-Lochrist, Brandérion, Aire de covoiturage du Porzo
- Fin de la 2x2 voies, redirigée vers la RN 165 direction Lorient
- Échangeur entre RN 165 et RN 24

### Ancien tracé
Le tracé prend sa forme définitive au cours des années 1990. La fin de l'itinéraire dans Lanester (Av. Croizat, rue Jaurès) et Lorient jusqu'au port de pêche est déclassée en 1993 à l'ouverture de la pénétrante de Lorient (RD 465). En 1997, c'est le début du tracé à Rennes à la rue de Lorient qui est à son tour déclassée entre la rue Louis Guillou (ancienne RN 12) et la porte de Lorient en lien avec le bouclage de la rocade de Rennes. 
Avant la mise en voie express, la RN 24 traversait les communes de :
- Rennes (rue de Lorient)
- Mordelles
- Plélan-le-Grand
- Beignon
- Campénéac
- Gourhel
- Ploërmel
- Josselin
- Locminé
- Baud
- Languidic
- Hennebont
- Lanester
- Lorient (Bd. Ouradour-sur-Glane, Bd. du Maréchal Leclerc, av. de la Marne et av. de la Perrière)